# 979A busz (Budapest)
A budapesti 979A jelzésű éjszakai autóbusz a Deák Ferenc tér és Csepel, Csillagtelep között közlekedik. A vonalat az ArrivaBus Kft. és a Budapesti Közlekedési Zrt. üzemelteti.

## Útvonala
| Csepel, Csillagtelep felé | Deák Ferenc tér felé |
| --- | --- |
| Deák Ferenc tér vá. – Károly körút – Astoria – Múzeum körút – Kálvin tér – Üllői út – Ferenc körút – Boráros tér – Soroksári út – Kvassay Jenő út – Weiss Manfréd út – Kossuth Lajos utca – Erdősor utca – Csille utca – Szent László út – Festő utca – Erdősor utca – Kölcsey utca – Szabadság utca – Orion utca – Mars utca – Vénusz utca – Csepel, Csillagtelep vá. | Csepel, Csillagtelep vá. – Vénusz utca – Szabadság utca – Kölcsey utca – Erdősor utca – Kossuth Lajos utca – Weiss Manfréd út – Kvassay Jenő út – Soroksári út – Boráros tér – Közraktár utca – Fővám tér – Vámház körút – Kálvin tér – Múzeum körút – Astoria – Károly körút – Deák Ferenc tér vá. |

## Megállóhelyei
Az átszállási kapcsolatok között a hosszabb útvonalon közlekedő 979-es busz nincs feltüntetve.
| A sötét hátterű, Hősök tere – Deák Ferenc tér szakaszt csak péntek és szombat éjjel érintik a buszok. |                        |                                         |                                |    | |
| | 0                      | Hősök tere M végállomás hétvégente      |                                | 41 | |
| 1 | Bajza utca M           | 38                                      |                                |    | |
| 2 | Kodály körönd M        | 37                                      |                                |    | |
| 3 | Vörösmarty utca M      | 36                                      |                                |    | |
| 5 | Oktogon M              | 35                                      | 6 923, 934                     |    | |
| 6 | Opera M                | 34                                      | 934                            |    | |
| 7 | Bajcsy-Zsilinszky út M | 32                                      | 914, 914A, 931, 934, 950, 950A |    | |
| 0 | 10                     | Deák Ferenc tér M végállomás hétköznap  | 30                             | 30 | 100E 909, 909A, 914, 914A, 916, 931, 931A, 934 (hétvége hajnalban), 950, 950A, 990                                       |
| 1 | 11                     | Astoria M                               | 28                             | 28 | 100E 907, 907A, 908, 908A, 909, 909A, 914, 914A, 916, 931, 931A, 934 (hétvége hajnalban), 950, 950A, 956, 973, 973A, 990 |
| 3 | 13                     | Kálvin tér M                            | 26                             | 26 | 100E 909, 909A, 914, 914A, 934 (hétvége hajnalban), 950, 950A                                                            |
| 3 | 13                     | Köztelek utca                           | ∫                              | ∫  | 914, 914A, 934 (hétvége hajnalban), 950, 950A                                                                            |
| 5 | 15                     | Corvin-negyed M                         | ∫                              | ∫  | 6 914, 914A, 923, 934 (hétvége hajnalban), 950, 950A                                                                     |
| 6 | 16                     | Mester utca / Ferenc körút              | ∫                              | ∫  | 6 923, 934 (hétvége hajnalban)                                                                                           |
| ∫ | ∫                      | Fővám tér M                             | 24                             | 24 | 934 (hétvége hajnalban)                                                                                                  |
| ∫ | ∫                      | Zsil utca                               | 22                             | 22 | 934 (hétvége hajnalban)                                                                                                  |
| 11 | 19                     | Boráros tér H                           | 21                             | 21 | 6 918, 923, 934 (hétvége hajnalban)                                                                                      |
| 12 | 20                     | Haller utca / Soroksári út              | 19                             | 19 | 918, 923, 934 (hétvége hajnalban)                                                                                        |
| 13 | 21                     | Müpa – Nemzeti Színház H                | 18                             | 18 | 918, 923, 934 (hétvége hajnalban)                                                                                        |
| 14 | 22                     | Közvágóhíd H                            | 18                             | 18 | 901, 918, 923, 934 (hétvége hajnalban)                                                                                   |
| 15 | 23                     | Nemzeti Atlétikai Stadion               | 13                             | 13 | |
| 15 | 24                     | Csepeli híd                             | 13                             | 13 | |
| 19 | 25                     | Szabadkikötő H                          | 11                             | 11 | |
| 20 | 27                     | Corvin-csomópont                        | 9                              | 9  | |
| 21 | 29                     | Kossuth Lajos utca / Ady Endre út       | 8                              | 8  | 948 |
| 22 | 31                     | Szent Imre tér                          | 7                              | 7  | 938, 948 |
| 23 | 32                     | Karácsony Sándor utca                   | 6                              | 6  | 938, 948 |
| 25 | 34                     | Görgey Artúr tér                        | 5                              | 5  | 938, 948 |
| 25 | 35                     | Szent István út                         | ∫                              | ∫  | 938 |
| 26 | 36                     | Völgy utca                              | 4                              | 4  | 938 |
| 27 | 36                     | Erdősor utca (↓) Kossuth Lajos utca (↑) | 3                              | 3  | 938 |
| 28 | 37                     | Technikus utca                          | 3                              | 3  | |
| ∫ | ∫                      | Kölcsey utca (Erdősor utca)             | 2                              | 2  | |
| 29 | 38                     | Kölcsey utca                            | ∫                              | ∫  | |
| 30 | 39                     | Csikó sétány                            | ∫                              | ∫  | |
| 31 | 40                     | Csille utca                             | ∫                              | ∫  | |
| 33 | 42                     | Szent László utcai lakótelep            | ∫                              | ∫  | |
| 33 | 43                     | Fémmű utca                              | ∫                              | ∫  | |
| 34 | 44                     | Posztó utca                             | ∫                              | ∫  | |
| 35 | 45                     | Erdősor utca                            | ∫                              | ∫  | |
| 36 | 46                     | Iskola tér                              | ∫                              | ∫  | |
| 37 | 47                     | Szabadság utca                          | ∫                              | ∫  | |
| 38 | 48                     | Jupiter utca                            | ∫                              | ∫  | |
| ∫ | ∫                      | Iskola tér                              | 1                              | 1  | |
| ∫ | ∫                      | Kölcsey utca                            | 0                              | 0  | |
| 39 | 49                     | Csepel, Csillagtelep végállomás         | 0                              | 0  | |